# 诱导特征标
数学上，诱导特征标是指由一个有限群 G 的子群 H ≤ G 的表示 W 诱导得到的 G 的表示V 的特征标。一般地，也有H 上的类函数f 的诱导类函数{\displaystyle \operatorname {Ind} (f)}，由下面的公式给出：
{\displaystyle \operatorname {Ind} (f)(s)={\frac {1}{|H|}}\sum _{t\in G,\ t^{-1}st\in H}f(t^{-1}st).}
若 f 是 H 的表示 W 的一个特征标，用这个公式就可以计算 G 的诱导表示 V 的特征标。
关于诱导特征标的基本结果是Brauer 诱导特征标定理，其指出 G 上的每个不可约特征标都是初等子群的特征标诱导而来的指标的整系数线性组合。